# Santamartamyrpitta
Santamartamyrpitta (Grallaria bangsi) är en fågel i familjen myrpittor inom ordningen tättingar.

## Utseende och läte
Santamartamyrpittan är en stor (18 cm) och rätt otydligt tecknad myrpitta. Ovansidan är brun, i ansiktet vit på tygeln och med vit ögonring. Undersidan är vitstreckat brun utom bjärt ockrabeige på strupen. Undre vingtäckarna är kanelbeige. Lätet återges i engelsk litteratur som ett högljutt "bob white".

## Utbredning och systematik
Fågeln förekommer endast i Sierra Nevada de Santa Marta  i nordöstra Colombia. IUCN kategoriserar arten som sårbar. Den behandlas som monotypisk, det vill säga att den inte delas in i några underarter.

## Status och hot
Santamartamyrpittan har en liten världspopulation bestående av uppskattningsvis endast 19 000 vuxna individer. Den tros också minska i antal till följd av habitatförlust. Den är därför upptagen på internationella naturvårdsunionen IUCN:s röda lista över hotade arter, kategoriserad som sårbar (VU).

## Namn
Fågelns vetenskapliga artnamn hedrar den amerikanske zoologen Outram Bangs (1863–1932).